# Nympsfield
Nympsfield est une paroisse civile et un village du Gloucestershire, en Angleterre.